# Stazione di Matera Serra Rifusa
La stazione di Matera Serra Rifusa è una stazione ferroviaria posta sulla linea Bari-Matera al servizio di un terminal intermodale costruito in corrispondenza del deposito-officina Ferrovie Appulo Lucane (FAL) in località Serra Rifusa, nel territorio comunale di Matera.

## Storia
Nel 2016 fu annunciata la firma del protocollo d'intesa tra FAL e Comune di Matera per la realizzazione di un terminal intermodale nell'area Fal di Serra Rifusa. Il progetto fa parte del Piano triennale delle Opere pubbliche allo scopo di riorganizzare la mobilità urbana, alleggerendo il centro cittadino dalla sosta degli autobus extraurbani ed ha un costo preventivato di 4,8 milioni di euro di cui 3,7 da fondi Fsc regionali e la restante parte a carico delle Fal. Il progetto prevede la realizzazione di un parcheggio per bus turistici e auto e un punto di ristoro.
Il 14 settembre 2017 nel deposito/officina Fal di Matera Serra Rifusa è stato pubblicamente illustrato il progetto per la realizzazione del nuovo Terminal intermodale che prevede, la fermata ferroviaria, l'area di fermata dei bus, un parcheggio coperto per auto da 289 posti a 2 piani per l'interscambio modale e sosta lunga per autobus turistici (30 posti) e un'area destinata a servizi agli utenti.
Il progetto prevede un investimento complessivo di 6,2 milioni di euro, di cui 3,7 a valere sul Fondo di Sviluppo e Coesione nella disponibilità del Comune di Matera e la restante parte a carico di FAL. Il termine dei lavori previsto è per il mese di luglio 2018.
Dal 24 gennaio 2019 è operativa sia la stazione che il terminal-parcheggio.